# Aeroporto di Béjaïa-Soummam
L'aeroporto di Béjaïa-Soummam-Abane Ramdane (in arabo مطار بجاية - صومام - عبان رمضان‎?; in francese Aéroport de Béjaïa - Soummam - Abane Ramdane) è un aeroporto che serve la città algerina di Béjaïa e la regione circostante. È intitolato alla memoria del politico Abane Ramdane.

## Storia
Un primo aeroporto venne aperto al traffico nel 1958. 
Due anni dopo fu costruito un aerodromo di classe C ai margini del Golfo, a pochi chilometri dalla città, chiamato Béjaïa-Soummam dal nome del fiume Soummam, che sfocia nel Mediterraneo a Béjaïa.
La piattaforma aeroportuale era delimitata a est dal mare e a ovest dalla RN9, che collega Jijel a Béjaia, e a nord dall'Oued Soummam. I lavori di costruzione terminarono nel 1962. L'aeroporto era dotato di un terminal passeggeri, una pista principale lunga 1.700 m e larga 40 m, un'area di parcheggio, una torre di controllo e diversi hangar ed edifici amministrativi. Tuttavia, l'aeroporto è stato chiuso al traffico aereo nel 1972 per decisione del governo, per poi essere riaperto dieci anni più tardi.